# Johan Erik Holmström
Johan Erik Holmström, född 20 juli 1800 i Stockholm, död 18 maj 1867 i Stockholm, var en svensk violast vid Kungliga hovkapellet.

## Biografi
Johan Erik Holmström föddes 20 juli 1800 i Katarina församling, Stockholm. Han var son till Sophia Ulrica Sundström. Han var elev 1 oktober 1816. Holmström anställdes 1 juli 1820 som violast vid Kungliga hovkapellet i Stockholm och slutade 1 juli 1846. Han gifte sig 19 april 1834 med Sofia Wilhelmina Björkman. Holmström avled 18 maj 1867 i Stockholm.